# Malta na World Games 2017
Maltę na World Games 2017 reprezentowało czterech sportowców: dwie kobiety i dwóch mężczyzn. Cała kadra uczestniczyła w zawodach w ergometrze wioślarskim. Nie zdobyli żadnego medalu. 

## Uczestnicy

### Kobiety
| Zawodniczka         | Konkurencja         | Kategoria     | Pozycja |
| ------------------- | ------------------- | ------------- | ------- |
| Jessica Borg Ghigo  | Ergometr wioślarski | dystans 2000m | 9.      |
| Jessica Borg Ghigo  | Ergometr wioślarski | dystans 500m  | 8.      |
| Michelle Vella Wood | Ergometr wioślarski | dystans 2000m | 8.      |

### Mężczyźni
| Zawodnik      | Konkurencja         | Kategoria     | Poz. |
| ------------- | ------------------- | ------------- | ---- |
| Juan Farrugia | Ergometr wioślarski | dystans 2000m | 14.  |
| Glenn Zammit  | Ergometr wioślarski | dystans 2000m | 10.  |